# La hoz (asterismo)

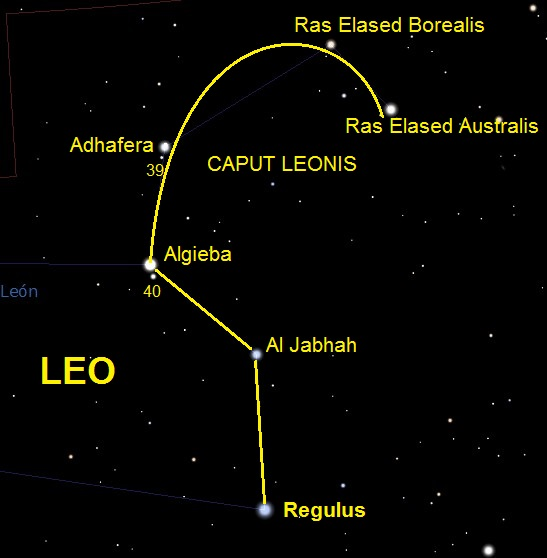
La hoz Caput Leonis

La hoz es un asterismo (o seudoconstelación) que dibuja una hoz imaginaria en la zona que corresponde a la cabeza y el pecho de la constelación zodiacal Leo. Está formado por las estrellas Regulus (la más brillante de toda la constelación, que es un sistema de cuatro estrellas), Al Jabhah, Algieba (sistema estelar binario), Aldhafera (sistema de tres estrellas), Rasalas o Ras Elased Borealis y Ras Elased Australis.
Es observable tanto desde el hemisferio norte como desde el sur, dependiendo de la época estival, siendo visible en las latitudes medias del norte (40ºN) a partir de principios de noviembre en el cielo del Este, y a partir de febrero en las latitudes medias del sur (40ºS) en el cielo del Norte.

## Estrellas del asterismo de la hoz
| Nombre                          | Tipo espectral    | Masa                  | Magnitud aparente     | Luminosidad               | Distancia        |
| ------------------------------- | ----------------- | --------------------- | --------------------- | ------------------------- | ---------------- |
| Regulus ( α Leonis)             | B7V / K1-2V / M5V | 3,5 / 0,8 / 0,2 soles | +1,35 / +8,14 / +13,5 | 240 / 0,31 / 0,0031 soles | 77 ± 1 años luz  |
| Al Jabhah (η Leonis)            | A0Ib              | ~ 7 soles             | +3,52                 | 16.400 soles              | 2100 años luz    |
| Algieba (γ Leonis)              | K0IIIb / G7III    | 3,0 / 2,5 soles       | +2,21 (+2,61 / +3,8)  | 285 / 72 soles            | 131 ± 3 años luz |
| Aldhafera (ζ Leonis)            | F0III             | 3 soles               | +3,44                 | 207 soles                 | 260 años luz     |
| Rasalas ( μ Leonis)             | K2III             | 1,5 - 1,7 soles       | +3,88                 | 65 soles                  | 124 años luz     |
| Ras Elased Australis (ε Leonis) | G1II              | 4 soles               | +2,97                 | 360 soles                 | 251 años luz     |